# Prosper Estieu
Pour les articles homonymes, voir Estieu.
Prosper Estieu est un poète français d'expression française et occitane, né à Fendeille (Aude) le 7 juillet 1860 et mort à Pamiers (Ariège) le 11 décembre 1939. 

## Biographie
Ses poésies furent publiées dans diverses revues telles que la Poésie moderne, la Revue méridionale et la Revue félibréenne. Il fut le fondateur de la revue Montségur et un ami de Déodat Roché, qu'il rencontra en juin 1900 à Rennes-le-Château, où il était instituteur laïque.
Après un début de carrière jalonnée de nombreuses mutations de poste, en 1903, il est nommé instituteur sur la commune de Raissac-sur-Lampy où il va trouver un cadre propice à ses nombreuses activités,y rester pendant vingt ans, jusqu'à sa retraite.
Il fonda plusieurs écoles félibréennes : l’Escola Audenco en 1892, à Carcassonne, l’Escolo Moundino, à Toulouse et l’Escolo de Mont-Segur en 1894, et l’Escòla occitana en 1919. Il fut élu Majoral du Félibrige en 1900 (Cigalo de l'Ort, o de Lansargue). De 1903 à 1905, il est syndic de la maintenance du Languedoc.
Prosper Estieu fit de Castelnaudary, où il prit sa retraite en 1923, un centre félibréen très actif. Il fonda los Grilhs del Lauraguès (les grillons du Lauragais) et le Colètge d'Occitania (1927) et fut à l'origine de  nouvelles écoles félibréennes à Albi, Mazamet et Carcassonne.
Avec l'écrivain catalan Josep Aladern, il a fondé en 1905 une revue littéraire, Occitània, qui n'a paru que pendant quelques mois.
C'est dans le bulletin Mont-Segur (1896-1899 et 1901-1904), organe de l'école félibréenne du même nom, qu'il livre les premiers essais de la réforme graphique entreprise avec son collègue Antonin Perbosc et qui devait servir de base à la graphie classique de l'occitan.
Son corps repose à Fendeille. 
L’académie du Languedoc à Toulouse décerne chaque année le « prix Prosper-Estieu ».

## Œuvres
- Fabre d’Églantine réhabilité, Paris, Vannier, 1889
- La Question d'Esclarmonde, 1890, réédition Lacour-Ollé, 2005,  (ISBN 2-7504-0802-4)
- Lou Terradou, sounets lengodoucians, traducciu francéso dret-à-dret e prefàcio per Antounin Perbosc (sonnets languedociens, traduction française en regard et préface par A. Perbosc), 1895 en ligne sur archive.org.
- Flors d'Occitania, Toulouse, Marqueste, 1906, en ligne sur Occitanica.eu
- La Canson occitana, Carcassonne, 1908
- Lo Romancero occitan - am traduccion franceza, entroduccion pel Bon Desazars de Montgalhard, Castelnaudary, Société d'études occitanes, 1914 en ligne sur Occitanica.eu
- Lo Flahut Occitan. Cantas novas sus vièlhs Aires (Paraulas e Muzica), prefacia de l'Abat Jozèp Salvat, 1926 en ligne sur Rosalis
- Las Oras cantairas, sonets occitans am traduccion franceza. Les Heures chantantes, sonnets occitans avec traduction française, 1932 en ligne sur Occitanica.eu